# Śluza Józefinki
 Śluza Józefinki – śluza na Kanale Bydgoskim.
Stanowi jedną z budowli hydrotechnicznych Kanału Bydgoskiego, zarządzaną przez Regionalny Zarząd Gospodarki Wodnej w Bydgoszczy. Jest to śluza nr 7 drogi wodnej Wisła-Odra, która jest elementem międzynarodowej drogi wodnej E-70.

## Lokalizacja
Śluza znajduje się nieopodal miasta Nakło nad Notecią.

## Historia
Śluzę wybudowano w latach 1773–1774. Obecna forma budowli pochodzi z lat 1910–1914, kiedy dokonano przebudowy Kanału Bydgoskiego.
Przy śluzie znajdował się most drogowy, przebudowany w 1972 roku do formy obecnej.
W 2005 r. śluzę Józefinki wraz z obiektami towarzyszącymi wpisano do rejestru zabytków województwa kujawsko-pomorskiego.

## Charakterystyka
Jest to pojedyncza śluza komorowa III klasy o napędzie ręcznym. Konstrukcja obiektu jest betonowa z okładziną ceglaną. Dno i progi są betonowe. Posiada zamknięcia górne w postaci wrót stalowych klapowych oraz dolne wrota wsporne, stalowe dwuskrzydłowe. Napęd śluzy jest elektryczny i awaryjny ręczny. Napełnianie wodą odbywa się poprzez galerie usytuowane w głowach śluzy. Praktyczny czas śluzowania wynosi 25 minut.
Na zamknięciach śluzy znajdują się dwa przejścia technologiczne o szerokości 1,0 m i długości 9,6 m. Kładka na głowie górnej w czasie śluzowana chowa się pod wodę, natomiast kładka na głowie dolnej razem ze skrzydłami wrót rozchyla się na boki.

### Most przy śluzie
Przy głowie dolnej śluzy znajduje się most drogowy w ciągu drogi powiatowej nr 1926C Bydgoszcz – Nakło nad Notecią. Jego długość wynosi 13,4 m, nośność 30 ton. Konstrukcja składa się z 6 jednoprzęsłowych, stalowych dźwigarów dwuteowych, na których oparto żelbetową płytę pomostu. Ceglane przyczółki mostu zlokalizowane są za głową dolną śluzy. Przestrzeń żeglugowa pod obiektem wynosi 6,13 m.

## Poziomy
Śluza umożliwia podniesienie jednostek o 1,83 m, z 58,35 na 56,52 m n.p.m.